# سيرجيو كريفاتين
سيرجيو كريفاتين (بالإسبانية: Sergio Crevatín) مواليد 28 مايو 1980، هو لاعب كرة يد أرجنتيني يلعب كمحور. مثل منتخب الأرجنتين لكرة اليد. حقق المركز الثاني في دورة الألعاب الأمريكية 2007.

## سجل المنافسة
شارك في البطولات التالية:
- بطولة العالم لكرة اليد للرجال 2015

## الميداليات
| الميدالية | المسابقة                    |
| --------- | --------------------------- |
| فضية      | دورة الألعاب الأمريكية 2007 |
| فضية      | دورة الألعاب الأمريكية 2015 |